# فاطمة النجار
فاطمة عمر محمود النجار (أم محمد) تلقب بـأم الاستشهاديات (ولدت في 1938 في جباليا، فلسطين) إمراة فلسطينية تنتمي لكتائب الشهيد عز الدين القسام، قامت بعملية استشهادية ففجرت نفسها مساء الخميس 23 نوفمبر 2006م قرب وحدة خاصة إسرائيلية شرق بلدة جباليا (شمال قطاع غزة)، قتل على إثرها عدد من جنود الاحتلال الإسرائيلي وجرح عدد أخر، وقامت بتصوير وصيتها لدى كتائب القسام.

## الميلاد والنشأة
عاشت نكبات فلسطين وشهدت تهجير الفلسطينيين من أراضيهم في العام 1948، امرأة حافظة لكتاب الله عز وجل. تسكن في «بلدة جباليا».
أم لسبعة أبناء وابنتين ولم يثنها ذلك عن مواصلة دربها وأدركت بقلبها أنها لا تمتلك سوى إرادتها وإيمانها وعزة نفسها وجسدها المكنون، ليس خوفا على نفسها ولكن خوفا على شعبها، وقررت صب جام غضبها على جيش الاحتلال.
الاستشهادية الجدة أم محمد كما يلقبها بعض الفلسطينيون المسلمون.

## الجهاد ومقاومتها للاحتلال الإسرائيلي
شاركت في الانتفاضة الفلسطينية الأولى في نهاية الثمانينات، وقد أنجبت رجالاً لهم سجل جهادي أيضا، ً فقد كان بيتها الذي يسكن فيه ما يقارب من عشرين فرداً مسكناً للمجاهدين المقاومين والمطاردين ومأوىً لهم، وقد عاركت الجيش الإسرائيلي عند إقدامه على اعتقال أحد أبنائها لتمنعهم من اعتقاله، فشاركت في فعاليات الانتفاضة وساعدت المجاهدين والمقاومين وقدمت لهم الطعام والشراب ووفرت لهم المسكن.
كانت ترتاد المسجد العمري الكبير بجباليا، وإحدى المحافظات على الصلاة، إضافة إلى التزامها بصلاة التراويح في شهر رمضان، وبدروس العلم والتربية في المساجد.

### هدم جيش الاحتلال الإسرائيلي بيتها
أقدمت قوات الاحتلال الإسرائيلي في الانتفاضة الأولى على هدم بيتها المكون من طابقين حتى أحالته إلى ركام، واعتقلت ابنها وحكم عليه بالسجن لمدة 10 سنوات.

### شاركت بانتفاضة الأقصى
وعند انطلاقة انتفاضة الأقصى شاهدت الحاجة أم محمد بأم عينها المذابح، والمجازر التي يقوم بها الاحتلال الإسرائيلي الصهيوني.
فشاركت في فعاليات وأحداث انتفاضة الأقصى وشاركت في حملة فدائيات الحصار التي قادتها نساء شمال غزة في عملية فك الحصار عن المجاهدين والمقاومين في مسجد النصر في بيت حانون «مسيرة الحرائر إلى بيت حانون» وكانت تتقدم المسيرة وتهتف وكانت تدعو الله أن تنال الشهادة هناك في ميدان المواجهة والصمود ولكن الله سبحانه وتعالى لم يكتب لها ذلك وادخرها لتكون أول جدة فلسطينية مسلمة تفجر نفسها في الجيش الإسرائيلي.

## الوفاة
فاطمة النجار «أم محمد» تقدمت لطلب تقديم روحها في سبيل الله بعمليةٍ استشهادية لدى كتائب القسام، وكان ذلك قبل عامين تقريباً من العملية، وهي تُلح على المعنيين في كتائب الشهيد عز الدين القسام لتقديمها في عملية انتحارية.
ثم لم تمر أيام للتوغل الصهيوني شرقي جباليا إلا وعادت لتُلح بتقديم روحها فداءً لله، وتم تجهيزها لتكون على أتم الجاهزية لتنفيذ العملية وتم تسجيل وصيتها، وفي يوم الخميس23 نوفمبر 2006م اعتلت القوات الخاصة الصهيونية أحد المنازل شرقي جباليا والذي كان تحت أعين كتائب القسام وتحت رصدهم، وكانت خطة العملية أن تُفجر «فاطمة» نفسها في القوات الخاصة الصهيونية التي تعتلي هذا المنزل، فتزنرت بحزام ناسف على وسطها، وأخذت طريقها إلى المنزل أمام مرأى جنود الاحتلال وآلياته متجهة إلى ذاك البيت وما إن وصلت إلى باب ذاك المنزل وطرقت الباب تقدم إليها خمسة من أفراد القوات الخاصة الإسرائيلية لفتح باب البيت. وما إن فتحوا الباب حتى فجرت أم محمد جسدها بهم، وقد اعترف الجيش الإسرائيلي حينها بمقتل جندي وإصابة ثلاثة من جنوده إثر هذه العملية.

## قالوا عنها
- «مهما عظمت الكلمات، فلن تعطي لأمهاتنا حقهن علينا، إلا الوفاء لمسيرتهن وجهادهن، فهن الشرف وهن العظمة في كل ناحية يصنعن للحرية ألف جناح لقلب واحد، أسطورة حية ستبقى تروي للأجيال حكاية عشق الوطن، عنقاء تعود لنا تمد جناحيها كي نطير بحلمنا صوب فلسطيننا المقدسة، وتهب لنا حياة العزة والإباء.سلاماً لك يا أمي وسلاماً لثرى فلسطين المعطرة بدمائك الطاهرة الأبية.»
- «إننا أمام شهيدة وشاهدة، شهيدة باعت نفسها لله والله اشترى، وشاهدة على هذا العالم الظالم الذي يأكل ويلهو، وأبناء فلسطين يذبحون يوميا، إنها شاهدة على هذا الوضع العربي والإسلامي المحنط، شاهدة على فرسان التفاوض، شاهدة على أن هذه الأمة بإذن الله لم ولن تموت، شاهدة على أن حماس شجرة عميقة الجذور في وجدان الأمة وقد بلغت الجدات قبل الأحفاد، شاهدة على أن مستقبل هذه الأمة بفضل الله كله نصر وتمكين، تقبل الله شهيدتنا أمنا وجدتنا وجعلها في عليين مع الصديقين والصالحين آمين.»
- «لقد أقامت الحجة والبرهان على كل قادر فحتى كبار السن يبقون النجوم في سمــاء الجهاد والاستشهاد وليس هناك أي حجة لإسقاط المقاومة والدفاع عن أرض المسرى وأقامت كذلك الحجة على كل قادر متأخر عن الجهاد.»
- «من قال أنها استشهادية فحسب... بل هي قاعدة حربية بكاملها...إرادة وتصميم...انتماء وولاء...حب للوطن نصرة للدين....لله درك أمي الحبيبة فاطمة.. أقول هنيئا لتراب فلسطين أنه سيضمك ويتحنى بدمك الطاهر الزكي الذي علم العالم أنه دم طاهر نقي يرفض الذل والعار ليس كالدماء التي تجري في عروق أهل الخيانة....هنيئا أمي بجنة الله بل هي الجنان واسأل خالقي أن يلحقني بك وقد رضي عني وقبلني عنده واصطفاني من الشهداء.»
- «إنه فخر كبير لنا وعار على حكامنا المتخاذلين، والله إن النصر قريب وقريب جدا ما دام في هذا الشعب أم كهذه وأتمنى لو أن كل نساء هذا الشعب كمثل هذه الشجاعة التي علمت أذناب أمريكا كيف تكون العزة والكرامة وحب الله والجنة والثار، يا من تصفدون أسلحتكم لكي يأكلها الصدأ».